# یرکا
یرکا (به لاتین: Jerka) یک روستا در لهستان است که در گمینا کژوینگ واقع شده‌است. یرکا ۱٬۴۱۴ نفر جمعیت دارد.